# Народная антиимпериалистическая ассоциация (Синьцзян)
Народная антиимпериалистическая ассоциация (кит. 新疆民眾反帝聯合會; пиньинь Xīnjiāng Mínzhòng Fǎn Dì Liánhé Huì; палл. Синьцзян миньчжун фань ди ляньхэ хуэй) — политическая организация, действовавшая в Синьцзяне в период с 1935 по 1942 гг., когда губернатором данной провинции был Шэн Шицай.

## История

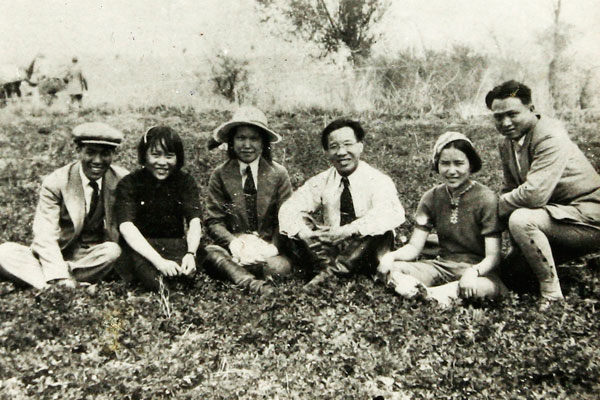
Юй Сюсун с другими членами Народной антиимпериалистической ассоциации

Организация была создана 1 августа 1935 года в Урумчи, столице Синьцзяна. Её создателем и впоследствии бессменным лидером был Шэн Шицай, губернатор Синьцзяна и тогдашний глава Синьцзянской клики. Создание Ассоциации было инициативой советского генерального консула Гарегина Апресова, предложение которого было обсуждено и одобрено Москвой в июле 1934 года. Возглавил секретариат ассоциации прибывший из СССР китайский коммунист Юй Сюсун, тесно связанный с Коминтерном. 
У НАИА не было определённых молодёжной и женской организаций. Под определение данных организаций попадало практически все молодая и женская части населения.
В 1935 году в ней насчитывалось 2489 членов, в 1937 году — 5281, а в 1939 году достигло около 10 000.
Идеологией Народной антиимпериалистической ассоциации были «Шесть великих принципов» — идеология, созданная Шэном Шицаем в декабре 1934 года. Данные принципы находили основу в ранее написанного Шицаем «Великого манифеста из восьми пунктов».
Были заявлены как направление политического пути следующие принципы:
1. Антиимпериализм
2. Дружба с СССР
3. Расовое и национальное равенство
4. Мир и реконструкция
5. Чистое правительство

Шицай считал, что данные принципы помогут умело и эффективно задействовать политику марксизма-ленинизма в условиях практически феодального и во-многом отсталого общества Синьцзяна.
Эмблемой организации была шестиконечная красная звезда, количество концов символизировало Шесть великих принципов. На основе символа организации был создан новый флаг Синьцзянской клики — красный флаг с жёлтой шестиконечной звездой.
Организация прекратила свою деятельность из-за смены политики Шицая и сближением с правительством Гоминьдана. Официально она была распущена в августе 1942 года.